# Colombo
För andra betydelser, se Colombo (olika betydelser).
Colombo (කොළඹ på singalesiska; கொழும்பு på tamil) är den största staden och kommersiellt centrum på Sri Lanka. Staden har cirka 560 000 invånare, och hela storstadsområdet cirka 6 miljoner invånare. Colombo ligger på sydvästkusten i distriktet Colombo, med landets formella huvudstad Sri Jayawardenapura som en av dess förorter. Namnet Colombo kommer från singalesiskans Kola-amba-thota som betyder "hamn med många bladrika mangoträd".

## Historia
Colombo finns omnämnt i historiska annaler 2 000 år tillbaka. Ibn Battuta refererade på 1300-talet till staden under namnet Kalanpu.

### Portugisiska eran
När portugiserna anlände på 1500-talet drev de ut muslimerna ur Colombo och byggde ett fort för att skydda sin kryddhandel. Området mellan fortet och inlandet var oockuperat och täckt med träd. Portugiserna var tvingade att förstärka sin garnison för att motstå attackerna från de inhemska ledarna Mayadunne, Vidiya Bandara och Rajasinghe I. Den delen av Colombo är fortfarande känd som Fort och där finns presidentpalatset och majoriteten av de femstjärniga hotellen i Colombo. Området utanför Fort är känd som Pettah (eller "Pitakotte" som på singalesiska betyder yttre fortet) och som nu är affärscentrumet på Sri Lanka.

### Nederländska eran

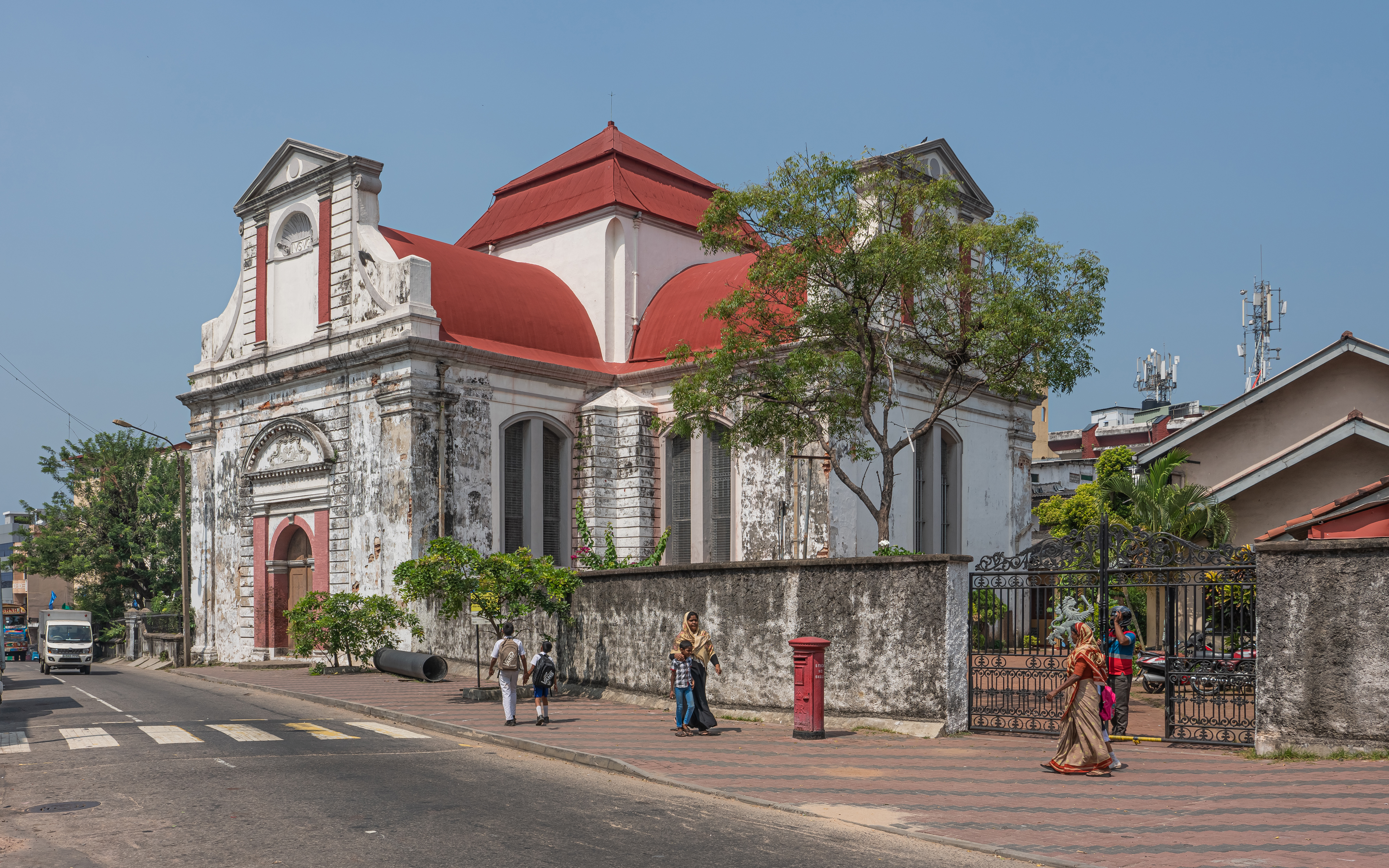
Den historiska Wolvendhal kyrkan som byggdes 1749 under den nederländska eran.

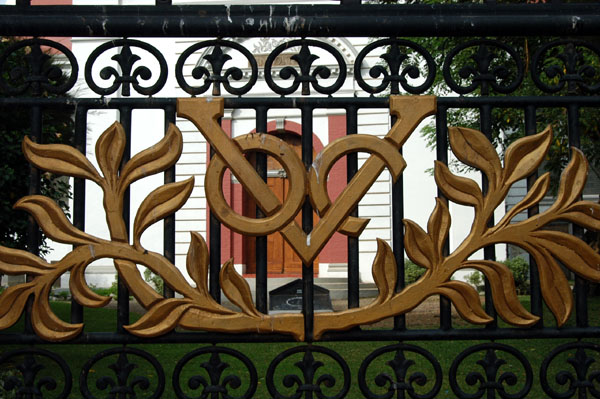
VOC (Verenigde Oostindische Compagnie) Holländska Ostindiska Kompaniets logo på Wolvendhal kyrkan

Nederländerna erövrade staden från portugiserna 1656 efter en stor belägring där endast 93 portugiser överlevde. Colombo blev huvudstad i maritimprovinserna som kontrollerades av Holländska Ostindiska Kompaniet till 1796.

### Brittiska eran
Britterna gjorde staden till huvudstad i deras kronkoloni Ceylon 1802. Det är därför engelsmännen ligger bakom mycket av stadens nuvarande planering och utseende. I vissa delar av staden kan man fortfarande se spårvagnsräls och granitgolv som är lagda under den brittiska eran.

### Efter självständigheten
Efter flera hundra år av att vara en koloni slutade det fredligt när Ceylon deklarerades självständigt från Storbritannien 1948. Det innebar drastiska förändringar för de som levde i staden och även för dem som levde i övriga Sri Lanka. Lagar och tullar ändrades, liksom klädstilar, religionsutövande och namn på gator och platser. Efter de kulturella ändringarna blev landets ekonomi starkare. Även i dag är influenser från den portugisiska eran, den nederländska eran och den brittiska eran tydliga i Colombos arkitektur samt i namn, mode, mat och språk. Byggnader från alla de tre kolonialperioderna står som påminnelse om kolonialtiden. Staden är mer modern än de flesta städerna i länderna i området och staden fortsätter att vara en metropol i östern. Stadens tillväxt och välstånd har bara hindrats av inbördeskriget som pågår mellan regeringen och de tamilska tigrarna i nordöst. Inbördeskriget har även drabbat ekonomin i landet.
Historiskt refererar Colombo till området runt Fort och marknadsområdet Pettah som är känd för variationen på varorna som säljs där men även för Khan Clock Tower, ett lokalt landmärke. Nu för tiden refererar det till Colombo Municipal Councils gränser. Ofta kallar man storstadsområdet runt Colombo för Storcolombo, vilket flera Municipal councils ingår i. Distriktet runt Colombo är uppkallat efter staden. 
Colombo förlorade sin huvudstadsstatus på 1980-talet men är landets kommersiella centrum. Man bytte huvudstad till Sri Jayawardenepura Kotte, som ligger strax öster om Colombo, men de flesta länder har kvar sina ambassader i Colombo.

### Ekonomisk historia
Förr i tiden hade staden kanelodlingar och kokosnötsodlingar, men framför allt har Colombo varit en hamnstad. Colombos hamn är en av de mest trafikerade hamnarna i Asien.

## Geografi och klimat

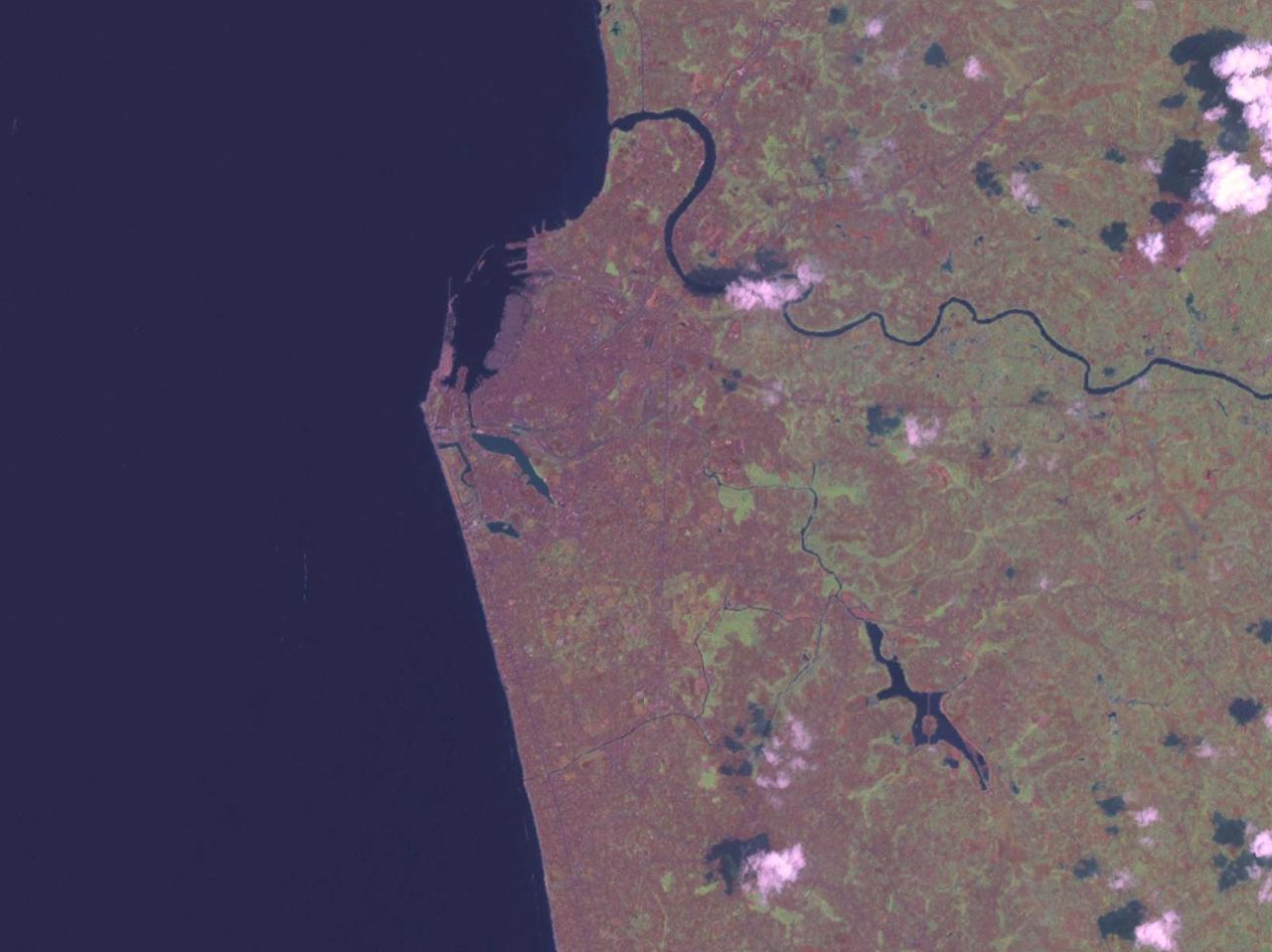
Satellitbild över Colombo

### Geografi
Colombo är anlagd på omväxlande kullig mark, flat mark och sumpmark. De norra och södra delarna är kulliga och de östra och sydöstra delarna gränsar till sumpmark. Staden har många kanaler och sjön Beira Lake ligger i stadens hjärta. Genom stadens norra och nordöstra delar rinner Kelani river, som har sitt utlopp i havet vid staden Modera, vilket på singalesiska betyder delta.

### Klimat
Colombos klimat är nästan lika varmt året om. Under april är medeltemperaturen 31,8 grader celsius som högst. Den enda stora ändringen av Colombos väder är under monsunen från maj till augusti och oktober till januari, vilket är en tid man kan förvänta sig skyfall. Under vintermånaderna sjunker medeltemperaturen till 22 grader celsius. Nederbörden i Colombo är cirka 2 400 mm på ett år, där vintern är betydligt torrare än resten av året. Regnigaste månaden är november med i genomsnitt 414,4 mm regn.
|                                            | Jan  | Feb  | Mar   | Apr   | Maj   | Jun   | Jul   | Aug   | Sep   | Okt   | Nov   | Dec   |
| ------------------------------------------ | ---- | ---- | ----- | ----- | ----- | ----- | ----- | ----- | ----- | ----- | ----- | ----- |
| Normaldygnets maximitemperaturs medelvärde | 30,9 | 31,2 | 31,7  | 31,8  | 31,1  | 30,4  | 30,0  | 30,0  | 30,2  | 30,0  | 30,1  | 30,3  |
| Normaldygnets minimitemperaturs medelvärde | 22,3 | 22,6 | 23,7  | 24,6  | 25,5  | 25,5  | 25,2  | 25,1  | 24,8  | 24,0  | 23,2  | 22,8  |
|                                            |      |      |       |       |       |       |       |       |       |       |       |       |
| Nederbörd                                  | 58,2 | 72,7 | 128,0 | 245,6 | 392,4 | 184,9 | 121,9 | 119,5 | 245,4 | 365,4 | 414,4 | 175,3 |

| Diagram | temperaturer i °C • månadsnederbörd i mm • Källa: WMO | temperaturer i °C • månadsnederbörd i mm • Källa: WMO | temperaturer i °C • månadsnederbörd i mm • Källa: WMO | temperaturer i °C • månadsnederbörd i mm • Källa: WMO | temperaturer i °C • månadsnederbörd i mm • Källa: WMO | temperaturer i °C • månadsnederbörd i mm • Källa: WMO | temperaturer i °C • månadsnederbörd i mm • Källa: WMO | temperaturer i °C • månadsnederbörd i mm • Källa: WMO | temperaturer i °C • månadsnederbörd i mm • Källa: WMO | temperaturer i °C • månadsnederbörd i mm • Källa: WMO | temperaturer i °C • månadsnederbörd i mm • Källa: WMO | temperaturer i °C • månadsnederbörd i mm • Källa: WMO |
|         | 58 31 22                                              | 73 31 23                                              | 128 32 24                                             | 246 32 25                                             | 392 31 26                                             | 185 30 26                                             | 122 30 25                                             | 120 30 25                                             | 245 30 25                                             | 365 30 24                                             | 414 30 23                                             | 175 30 23                                             |

## Demografi

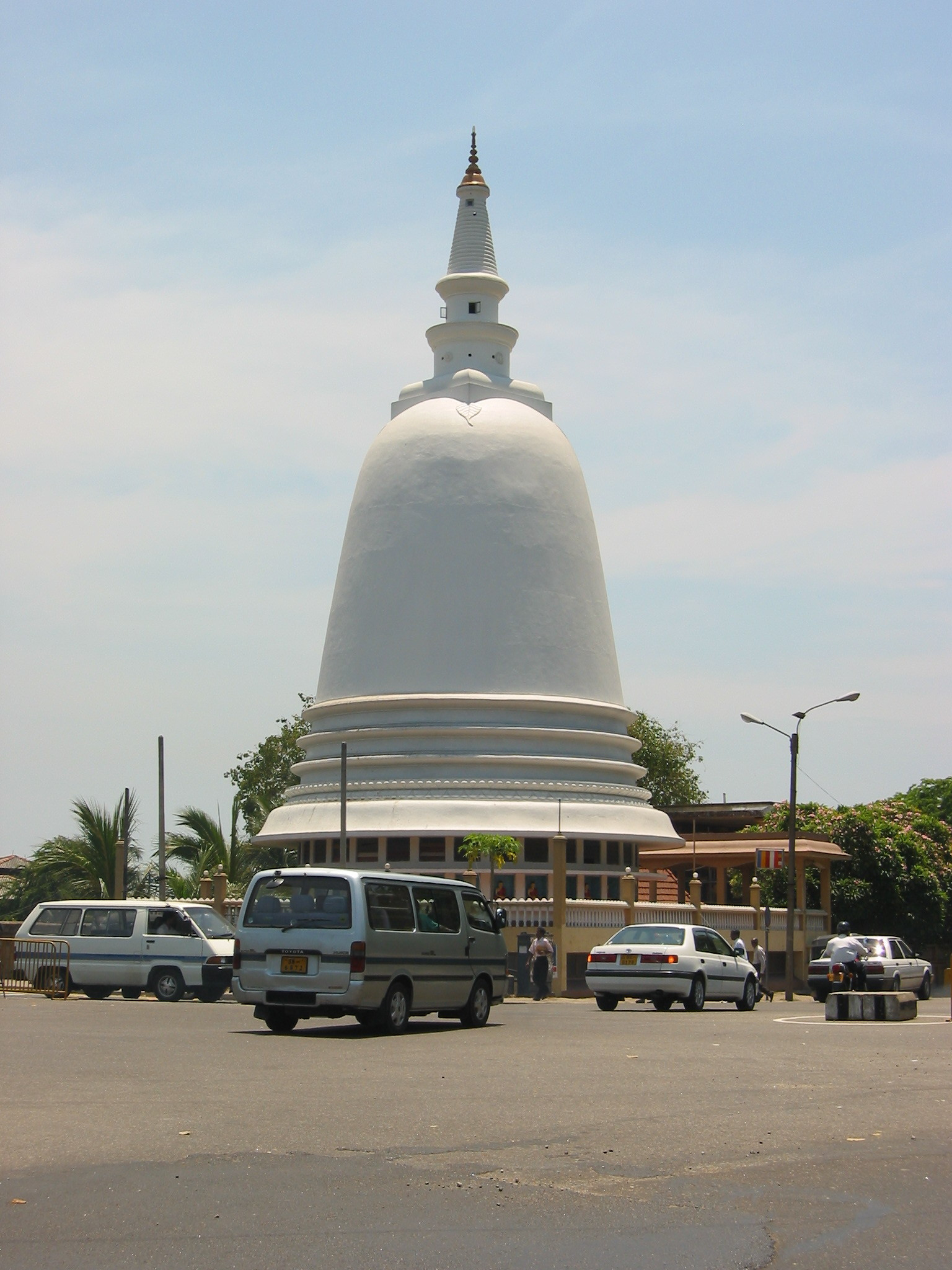
Dagoba är en stupa i Colombo.

Colombo är en mångkulturell och mångetnisk stad. I Colombo är majoriteten av befolkningen singaleser, tamiler och muslimer av moriskt ursprung, och det finns även minoriteter av människor med kinesiskt, portugisiskt, nederländskt, malajiskt och indiskt ursprung. 
Colombo är den mest befolkade staden i Sri Lanka. Enligt 2001 års folkräkning var de etniska gruppernas storlek som följer:
| Folkslag           | Antal   | % av det totala |
| ------------------ | ------- | --------------- |
| Singaleser         | 256 657 | 41,37           |
| Lankesiska tamiler | 185 672 | 28,91           |
| Indiska tamiler    | 13 968  | 2,18            |
| Lankesiska morer   | 153 299 | 23,87           |
| Burgher            | 5 273   | 0,82            |
| Malajer            | 11 149  | 1,74            |
| Lankesiska chetty  | 740     | 0,12            |
| Bharatha           | 471     | 0,07            |
| Andra              | 5 934   | 0,92            |
| Totalt             | 642 163 | 100             |

Källa: Folkräkning 2001
Notera: Totalsiffrorna anger både Colombo Divisional Secretariat and Thimbirigasyaya Divisional Secretariat, vilka båda ingår i Colombos kommunråd.

### Religion

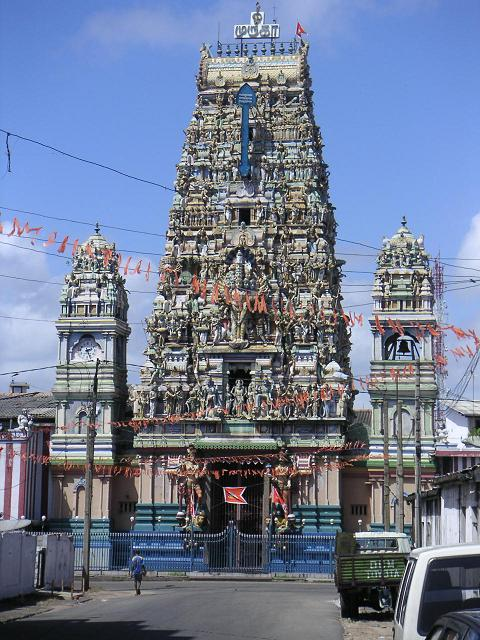
Hindutempel.

Colombo är stiftsstad i Colombos stift. Sedan 2002 är Oswald Gomis ärkebiskop.

## Politik

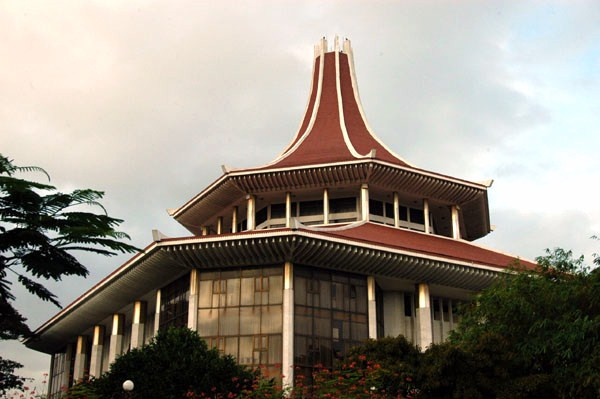
Högsta domstolens byggnad i Colombo

Colombo är en stad med borgmästare och kommunstyrelse. Colombos borgmästare och kommunstyrelse blir valda i ett kommunalval som hålls vart femte år. Under de senaste 50 åren har staden styrts av United National Party.
Kommunen förser staden med avlopp, vägunderhåll, sophantering, i vissa fall telefon, elektricitet, och vatten och annan samhällsnyttig service.
Som i de flesta lankesiska städer dömer en polisdomstol och en tingsrätt grövre brott och kommundomstolen har hand om parkeringsböter, trafikbrott och andra företeelser. I Colombo finns landets största fängelse som heter Magazine Prison. Polisens, arméns, flottans, luftvapnets högkvarter och många andra juridiska högkvarter, såsom högsta domstolen, ligger i Colombo.

## Ekonomi
En stor majoritet av de lankesiska företagen har sina kontor i Colombo. 
I stadens centrum finns Sydasiens näst högsta byggnad som heter World Trade Centre. De 40 våningar höga tvillingtornen är ett viktigt centrum för handelsförbindelsen, tornen ligger i Fort området som är stadens nervcentrum. Utanför Fort så ligger området pettah eller pita kotte, som betyder utanför fortet. Fort har fått sitt namn från den portugisiska befästning som tidigare låg där.
Pettah är mer trångt än Fort. Pettah är ett område där man kan köpa nästan vad som helst. Gatorna i Pettah är alltid fulla med bilar, tuk-tuks och lastbilar och på trottoarerna är det fullt med små stånd som säljer olika slags varor och mat. På Main street finns mest klädaffärer. Tvärgatorna till Main street heter First cross street, Second cross street och så vidare. Varje gata har sitt eget specifika affärsområde. Till exempel på First cross street så säljer man elektronik, på Second cross street säljer man mobiltelefoner, lyxvaror och prydnadssaker. De flesta butikerna i Pettah är ägda av muslimska köpmän. I slutet av Main street korsas den av Sea street som är Sri Lankas guldmarknad, en kilometerlång gata full med juvelerarbutiker. 
Colombos storstadsregion (Colombo Metropolitan Region) omfattar de tre distrikten Colombo, Gampaha och Kalutara. Inom områdets gränser ligger 81% av landets industrier, och över 60% av alla fordon på Sri Lankas vägar finns där.

## Transport
Ungefär 35 km norr om Colombo, i Katunayake, ligger Bandaranaike International Airport. Den äldre flygplatsen Ratmalana Airport används bara för inrikesflyg och militära ändamål.
Colombo har en av Asiens mest trafikerade hamnar.

## Utbildning

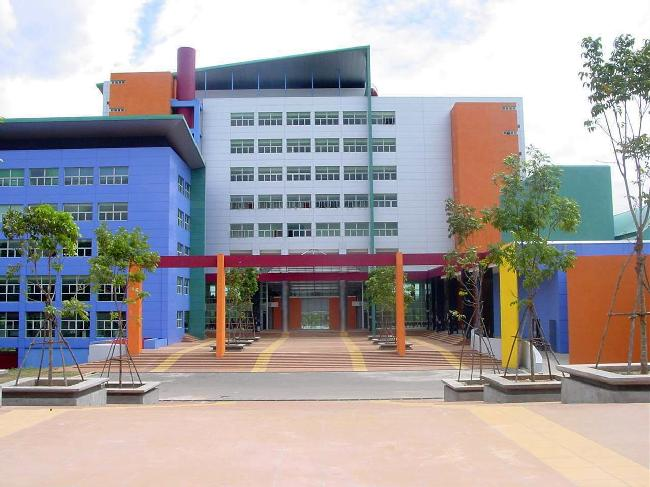
Sri Lanka Institute of Information Technology.

I Colombo finns Sri Lankas finaste och bästa skolor och universitet. Utbildning är gratis på Sri Lanka och det är obligatoriskt att gå i skolan i 10 år. Den mest populära skolan i Colombo är Royal College, den är även landets äldsta utbildningsinstitution. Nära Royal College ligger en annan populär skola som heter Thurstan College. I Thurstan College gick Sri Lankas nuvarande president Mahinda Rajapakse. University of Colombo ligger också i samma området som Royal och Thurstan och är den enda högskolan i Colombo som har lektioner i ämnen som bild, naturkunskap, medicin, lag, administration och datakunskap. Universitetets dataskola är känd för sin insats i Apache HTTP Serverprojektet.
Ananda College, som är den största buddhistiska skolan i Sri Lanka, och Zahira College, som är den största muslimska skolan i Sri Lanka, ligger Colombo. Zahira College var även det första muslimska utbildningsinstitutet på Sri Lanka.

## Kultur

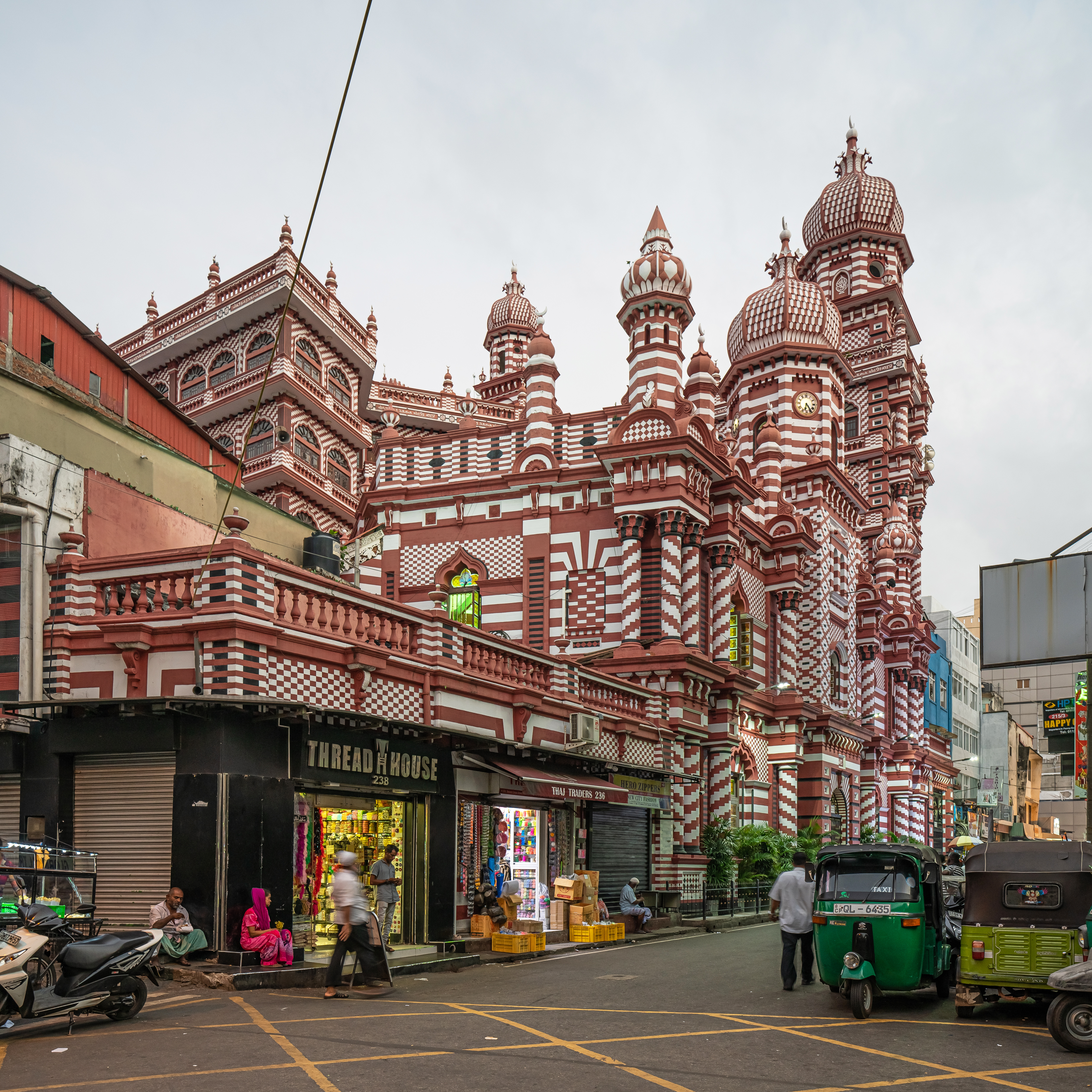
Jami Ul Alfar-moskén.

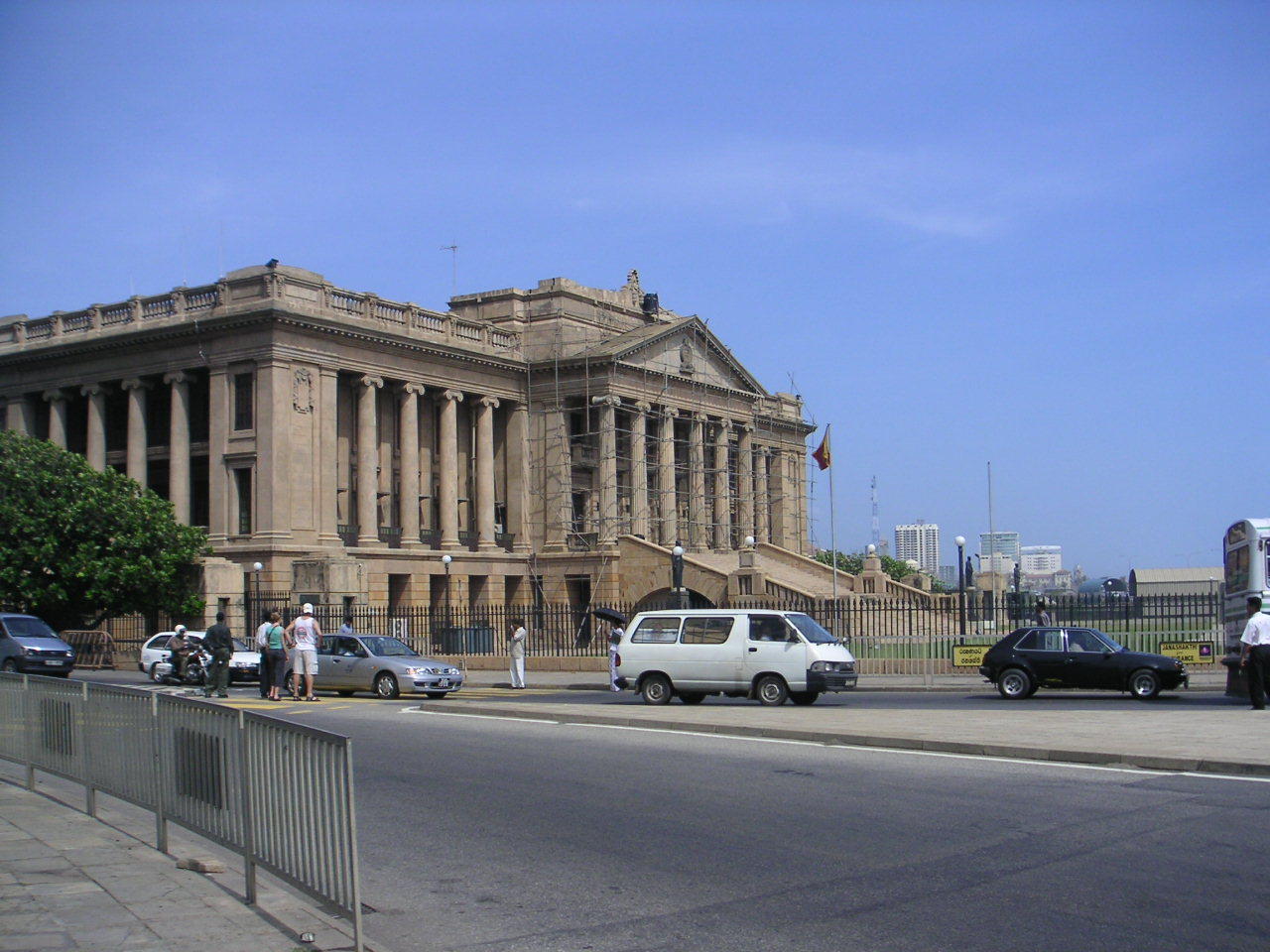
Gamla parlamentshuset.

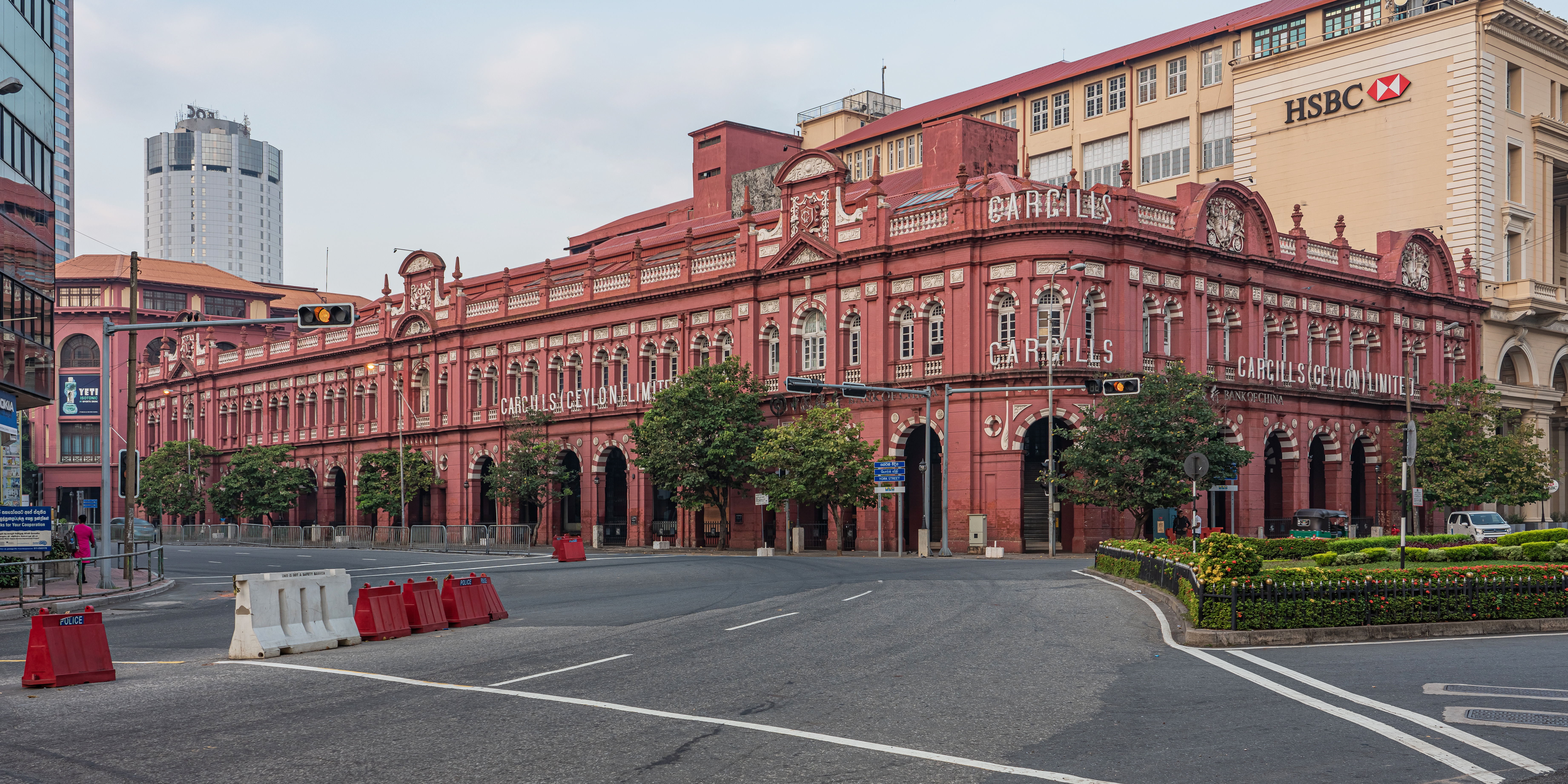
Cargills & Millers-byggnaden.

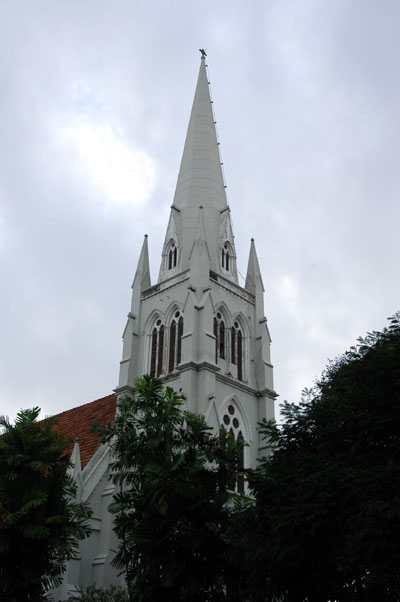
All saint church i Colombo är byggd under kolonitiden.

### Landmärken
De två World Trade Center-tornen har blivit Colombos mest kända landmärke på senare år. Innan de två tornen blev färdiga 1995 var det närliggande Bank of Ceylon-tornet den högsta byggnaden i Sri Lanka och det mest igenkända landmärket i Colombo, men innan skyskraporna byggdes var det gamla parlamentshuset det främsta landmärket.
Innan parlamentshuset byggdes hävdar vissa att moskén Jami Ul Alfar var den mest igenkända landmärket bland båtfolk som närmade sig hamnen. Moskén är en av de mest besökta turistmålen i Colombo.
Fortområdet har också det kända Cargills & Millers-komplexet som är skyddat mot rivning med en särskild statslag. Den lagen är främst för att skydda den historiska skönhet som finns i fortområdet.
Galle Face Green är stadens största och mest eleganta promenad. Den är kantad med palmer och ligger bredvid kusten, som en tropisk version av Hollywood Boulevard. På kvällarna besöker familjer promenaden och barnen utövar sporter och flyger med drakar på gräsplanen och förälskade par och sportare tar promenader. Det finns ett flertal matstånd och en liten strandremsa. På gräsplanen brukar det finnas ett par lokala och internationella konserter och uppträdanden.
Kanoner som användes under kolonitiden finns fortfarande kvar på gräsplanen så man kan betrakta dem. Det berömda Galle Face Hotel, som har en engelsk kolonialstil och är känd som Asia's Emerald on the Green sedan 1864, är också i närheten av promenaden Galle Face Green. Hotellet har haft många kända gäster så som den brittiska kungafamiljen.

### Årliga kulturella evenemang och marknader
Colombos vackraste festival är när man firar Buddhas födelse, upplysning och död på samma dag. På singalesiska Vesak. På den dagen dekoreras hela staden med lyktor, ljus och speciella ljusdisplayer. Festivalen inträffar i maj och varar en vecka, med många lankeser som kommer från hela landet för att fira och se på festivalen. Under den veckan så delar man ut ris, dricka och annan mat och saker gratis på platser som kallas Dunsal (Done + Sul) som betyder välgörenhetsplats. Dunsals är populära bland besökare från förorterna.

### Scenkonst
Colombo har flera scenkonstcenter och de är omtyckta för sina musikaliska framföranden. De mest kända centrena är Elphinstone och Tower Hall.

### Museum och konstgalleri
Nationalmuseet som ligger i området Cinnamon Gardens är en av de största turisattraktionerna i staden. På museet finns kronjuvelerna från Ceylons (nuvarande Sri Lanka) sista kung Sri Wickrama Rajasinghe som blev tillfångatagen och avrättad av engelsmännen 1815. Colombo har inte så stora konstgallerier som andra storstäder har runt om i världen, de enda lankesiska mästerverken finns på kontgalleriet i Green Path.

### Nattliv
Staden är känd för sitt nattliv och har ofta kallats "Södra asiens Las Vegas", och här finns ett flertal casinon, barer, nattklubbar och pubar. I Sri Lanka, till skillnad från andra länder i Sydasien, får man sälja alkohol på alla dagar förutom vid fullmåne (Poya), då det är förbjudet.

### Sport
Den populäraste sporten på Sri Lanka är nationalsporten cricket. Sri Lanka vann världsmästerskapen i cricket 1996. Sporten spelas i parker, lekplatser, på stranden och till och med på gatorna i staden. I Colombo finns två av landets internationella cricketarenor, Sinhalese Sports Club och R Premadasa.

### Media
Nästan all media i Sri Lanka sköts från Colombo. Staten har sina mediakontor i staden på den berömda Bullers road. Sri Lanka Broadcasting Corporation, förut känt som Radio Ceylon, finns också i Colombo. SLBC är den äldsta radiostationen i hela Asien.

## Kända personer från Colombo
- Cecil Balmond, byggnadsingenjör